# Anomie
Anomie (z řeckého a = ne, nomos = zákon) je označení pro takový stav společnosti, kdy přestávají platit pravidla a normy. Ve vztahu k jedinci vyjadřuje toto slovo stav oslabení norem a morálních hodnot. V politickém smyslu se slovo objevuje už ve starověku, v Bibli a teologické literatuře označuje bezzákonnost v právním, ale i morálním smyslu.
Anomie patří mezi klíčové pojmy sociologické teorie, kam jej zavedl francouzský sociolog Émile Durkheim. Durkheim tak označoval sociálně patologický stav nedostatečné sociální regulace (sociální kontroly).

## Teorie anomie v díle Émila Durkheima
V řadě svých studií analyzoval změnu a sociální integritu. Zajímal se o situaci, kdy je v důsledku sociální změny integrita společnosti ohrožena. V každé společnosti existuje podle Durkheima normativní a hodnotový řád. Pokud se s ním členové společnosti identifikují, funguje společnost normálně. Pokud ale hodnoty nejsou jasně stanoveny, dochází k ohrožení integrity společnosti. Tuto situaci nazývá Durkheima stav anomie, tedy stav beznormativnosti a rozkladu norem ve skupinách a ve společnostech.
Tendence k anomie Durkheim nalézá v souvislosti se sociální změnou v moderní společnosti. Třídní konflikty druhé poloviny 19. století například nechápe jako příčiny krize, ale jako její projevy. Vznikly v důsledku příliš rychlého rozvoje ekonomiky, na který nedostatečně rychle zareagovala proměna morálních norem. Anomie jako rozpad řádu může být historicky podmíněna například válkami, revolucemi či společenskými změnami, při nichž přestávají platit staré normy a dochází k celkovému uvolnění sociální kontroly a současně nové normy nejsou ještě utvořeny a všeobecně akceptovány.
Teorii anomie rozpracoval Durkheim především ve své studii o sebevražednosti jako sociologickém jevu. Durkheim rozlišuje mezi sebevraždou egoistickou, motivovanou přetržením vazeb jedince k druhým, a altruistickou sebevraždou, charakterizovanou zdůrazněním pocitu identity se sociální skupinou, který vede až k odhodlání obětovat za ni svůj život. Hlavní příčinou obou sebevražd je příliš slabá nebo příliš silná sociální integrace. Dále Durkheim rozlišuje mezi sebevraždou anomickou a sebevraždou fatalistickou, které jsou motivovány příliš slabým nebo příliš silným pocitem regulace. K anomické sebevraždě dochází v okamžiku, kdy přestávají platit závazné normy chování skupiny nebo společnosti. Anomie je stavem vyvolaným rozpadem hodnotových a normativních systémů. O fatalistické sebevraždě se Durkheim ve svém díle zmiňuje jen okrajově. Hlavní motivací je na rozdíl od anomické sebevraždy přílišná společenská regulace. Uchylují se k ní jedinci, jejichž touhy jsou potlačovány společenskými normami. Durkheim jako příklad uvádí otroky, kteří v minulosti nemohli změnit své společenské postavení.

## Etymologie
Slovo pochází z řeckého ανομία a je složeninou předložky a = ne a podstatného jména nomos = zákon. Řekové rozlišovali mezi slovy nomos (zákon) a arché (počáteční stav, axiom, princip). Například i monarcha, jako jediný vládce, byl podřízen platným zákonům (nomos). V původním demokratickém uspořádání městských států byla vláda většiny výrazem arché, protože se jednalo o zvykový systém založený na moci, který nemusel, ale mohl vytvářet zákony (nomos). Tím pádem původní význam slova anomie označoval cokoliv nebo kohokoliv popírajícího nebo překračujícího zákon, nebo situaci, kdy tyto zákony neplatí, což vyúsťuje v bezpráví.

## Historie
Émile Durkheim zpočátku používal pojem anomie jinak, než ho chápeme dnes. Ve své studii o dělbě práce (fr. De la division du travail social, 1893) jím popisoval porušování lidské tendence k soudržnosti s ostatními. Ve svém dalším spisu Sebevražda (fr. La suicide, 1897), kde se Durkheim snaží o detailní analýzu sebevraždy, však už tento pojem nabývá jiného významu. A tím je popis nedostatku sociálních regulací, který nastává, pokud nejsou předem přesně stanoveny normy a hodnoty ve společnosti.

## Anomie jako sociální porucha
Tímto fenoménem se zabýval Durkheim zvláště ve svém spisu „Sebevražda“ (1897). Podle něj existují čtyři typy sebevražd. Jedním z nich je i anomická sebevražda, která je podle něj zapříčiněna pocity odcizení a zbytečnosti pramenící z absence či oslabení norem a morálních hodnot. Protipříkladem je sebevražda fatalistická, která může nastat, když jsou lidé nadměrně omezováni a tím jsou v průběhu doby potlačeny jejich vášně. Anomie se u jedince může objevit, např. pokud jeho okolí prodělalo významné změny v ekonomické rovině (týkající se zejména majetku). Obecněji se však dá říci, že podnětem k anomii může být stav výrazného rozporu mezi celkově uznávaným hodnotovým systémem a realitou všedního dne. Toto tvrzení odporovalo předešlým teoriím o sebevraždě, které za příčinu považovaly negativní události zasahující do života jednotlivce následované depresemi.
Podle Durkheimova názoru tradiční náboženství poskytovala základ pro sdílení společných hodnot, který právě anomickému jedinci chybí. Dělba práce, která začala převládat od dob průmyslové revoluce, navíc vedla lidi více k sledování svých osobních zájmů než k navazování dobrých vztahů s komunitou.
Robert King Merton na pojmu anomie postavil svoji teorii sociálního napětí. Anomii definoval jako výrazný nesoulad mezi obecně uznávaným hodnotovým systémem ve společnosti a legitimními prostředky pro jejich dodržování. Jinými slovy jedinec trpící anomií by sledoval legitimní celospolečenské cíle, avšak nebyl by schopen těchto cílů dosáhnout prostředky, které by nebyly v rozporu s obecně uznávanými hodnotami z důvodu strukturálních omezení společnosti. Tato situace tak má nutně za následek deviantní chování.
Ve stejném smyslu používá pojem anomie i Friedrich Hayek.
Anomie hraje svou roli i ve studiích amerického sociologa Talcotta Parsonse. Ten ji uvažuje jako základ fašizace sociálního života (Parsons: Essays on Sociological Theory, 1964) a zkoumá za tímto účelem situaci v nacistickém a postnacistickém Německu. Jeho závěrem je domněnka, že anomie může být důsledkem jakékoliv situace, která se vymyká předešlým ustáleným definicím situací a symbolů. V západních společnostech bývá tento pojem úzce spjat s pojmem racionalizace, který zavádí již Max Weber. Ta, jako rychle se rozmáhající trend, může ve společnostech vyvolat krátkodobou a v krajních případech až trvalou anomii. Ve většině zemí tento trend nastartoval pokrok a posunul společnost o krok dál. Ne však v Německu, kde dopomohl k revoluci, která měla za následek potlačení demokracie a humánnosti.
Anomie, jako sociální porucha, by se neměla zaměňovat s pojmem anarchie. Ten označuje absenci vládců, hierarchie, nebo jakéhokoliv vedení, zatímco anomie vyjadřuje nepřítomnost norem, struktur a organizací. Mnoho zastánců anarchismu tvrdí, že anarchie nutně nevede společnost do stavu anomie, že právě spíše hierarchické vedení se velkou měrou podílí na bezpráví.

## Anomická dělba práce
Anomická neboli nenormální dělba práce je dle Émila Durkheima charakterizována přílišnou rozdrobeností a specializací dělby práce ve společnosti a úpadkem morálních hodnot. Jedinci se snadno stanou izolovanými a ztrácejí kontakt s ostatními lidmi. „Pro to, aby dělba práce produkovala solidaritu, nestačí, aby každý měl svůj úkol. Je třeba, aby každému jeho úkol též vyhovoval.“ (Durkheim: Vzdělání a sociologie, 1922: 368)

## Anomie v literatuře a ve filmu
V existenciální novele / románu Cizinec Alberta Camuse se hlavní hrdina Meursault snaží bránit ztrátě hodnotového systému vytvořením nového. Po většinu času se tak nachází ve stavu anomie, což dokládá i jeho apatie, vyjádřená hned v prvních řádcích knihy: „Dnes zemřela maminka. Nebo možná včera, nevím.“
Dostojevskij, jehož práce je často považována za filosofickou předzvěst existencialismu, ve svých románech nezřídka vyjadřuje podobné myšlenky. V knize Bratři Karamazovi se postava Dimitrije Karamazova ptá svého ateistického přítele Rakitina: „ …bez Boha a věčného života? Všechno je pak dovoleno, mohou dělat co se jim zlíbí?“ Raskolnikov, anti-hrdina Dostojevského románu Zločin a trest, představuje svou filosofii, když zabije starou lichvářku a její sestru tím, že si odůvodňuje svůj čin slovy: „ …nebyla to lidská bytost co jsem zabil, byl to princip!“
Stepní vlk Hermanna Hesseho také vykresluje velice zřetelný obraz anomie. Hlavní hrdina zde tvrdí, že lidé v době raného středověku netrpěli víc než lidé žijící v době klasické antiky a naopak. Jsou to spíše lidé, kteří žili v období mezi těmito dvěma periodami, kteří trpěli nejvíce, protože neměli v co věřit. Z tohoto pohledu člověk z raného středověku, který by byl vsazen do antického prostředí, by zažíval nesnesitelné pocity sklíčenosti a pohlcující agónie.